# Poecile
Poecile je rod sýkor obývajících severní polokouli. Druhy tohoto rodu si jsou vzájemně dost podobné a lze je česky charakterizovat jako „babky“. Vzájemná příbuznost je potvrzena analýzou sekvence cytochromu b mtDNA.

## Taxonomie
Rod Poecile ustanovil německý přírodovědec Kaup v roce 1829. Jako typový druh byla následně roku 1842 anglickým zoologem Grayem označena sýkora babka (Poecile palustris). Název Poecile byl zoology respektován jako název podrodu v rámci rodu Parus.
| (P. p. brevirostris) (P. p. dresseri) (P. p. ernsti) (P. p. hellmayri) (P. p. hensoni) | (P. p. italicus) (P. p. jeholicus) (P. p. kabardensis) (P. p. palustris) (P. p. stagnatilis) |

| (P. a. atricapillus) (P. a. bartletti) (P. a. fortuitus) (P. a. garrinus) (P. a. nevadensis) | (P. a. occidentalis) (P. a. practicus) (P. a. septentrionalis) (P. a. turneri) |

| (P. m. affinis) (P. m. anadyrensis) (P. m. baicalensis) (P. m. borealis) (P. m. kamtschatkensis) | (P. m. kleinschmidti) (P. m. montanus) (P. m. restrictus) (P. m. rhenanus) (P. m. sachalinensis) | (P. m. salicarius) (P. m. songarus) (P. m. stoetzneri) (P. m. uralensis) |